# Pezens
 Pezens  es una población y comuna francesa, en la región de Languedoc-Rosellón, departamento de Aude, en el distrito de Carcasona y cantón de Alzonne.
Está integrada en la Communauté d'agglomération du Carcassonnais.

## Demografía
| 904 | 911 | 999 | 984 | 1018 | 1075 | 1025 | 958 | 1030 | 1040 | 1049 | 988 | 1010 | 1046 | 1053 | 1029 | 979 | 993 | 1004 | 871 | 841 | 880 | 920 | 968 | 884 | 917 | 919 | 934 | 1212 | 1087 | 1090 | 1114 |
| Para los censos de 1962 a 1999 la población legal corresponde a la población sin duplicidades (Fuente: INSEE [Consultar]) |     |     |     |      |      |      |     |      |      |      |     |      |      |      |      |     |     |      |     |     |     |     |     |     |     |     |     |      |      |      |      |